# Petter Hugsted
Petter Hugsted (11. července 1921 Kongsberg – 19. května 2000 Kongsberg) byl norský skokan na lyžích. Získal zlatou medaili na olympijských hrách ve Svatém Mořici roku 1948, v závodě na středním můstku, a to poměrně překvapivě, neboť na norském národním mistrovství neskončil nikdy výše než třetí. Za druhé světové války, která přerušila jeho slibně se rozvíjející kariéru, byl německými okupanty vězněn v koncentračním táboře Grini. Byl rovněž vynikajícím fotbalistou, nastupoval za B-tým norské reprezentace. Spolu s dalším rodákem z Kongsbergu, dvojnásobným olympijským vítězem Birgerem Ruudem, inicioval v rodném městě založení Lyžařského muzea (Kongsberg Skimuseum).